# Ostpreussen
För andra betydelser, se Preussen (olika betydelser).
Ostpreussen eller Östpreussen är ett historiskt tyskt territorium beläget vid sydöstra delen av Östersjön, huvudsakligen mellan floderna Wisła och Njemen. 
Ostpreussen var till 1945 Preussens och Tysklands nordöstligaste provins med 2,6 miljoner invånare. Efter andra världskrigets slut delades den större delen mellan Polen och Ryssland (då del av Sovjetunionen, den del som nu är Kaliningradenklaven), medan Memelområdet tillföll Litauen (då också en del av Sovjetunionen). De tyskar som inte hade flytt under kriget deporterades.

## Geografi och befolkning
Ostpreussen gränsade före första världskriget i väster till provinsen Westpreussen, i norr till Östersjön och Ryssland, även i öster och söder till Ryssland. Till sin fysiska beskaffenhet bildade Ostpreussen en del av den i öster och väster gående baltiska sjöplatån och bestod av en av många floder genomdragen, med en mängd större och mindre sjöar, i nordöst och sydväst av kärrtrakter betäckt, vid kusten av dyner omgiven avdelning av nordtyska låglandet, som jämte stora sterila sandslätter med erratiska block även inneslöt många bördiga trakter, särskilt kustslätten söder om Pregel. De största höjderna låg öster om de masuriska sjöarna i trakten av Goldap och söder om Osterode samt nådde omkring 300 m höjd.
De största av de gruppvis liggande sjöarna var de masuriska: Spirding (153 km2), Mauer (105 km2), Löwentin och Rosche (vardera 22 km2). Huvudfloder var Njemen (med sina tillflöden Jura och Szeszupa), Pregel (med Inster, Pissa, Angerapp och Alle) samt Passarge. De viktigaste kanalerna var König Wilhelms kanal, mellan floden och staden Memel (23 km, med den kanaliserade Minge 50 km), Seckenburgkanalen, mellan Deime och Gilge (12 km), Grosse Friedrichsgraben (18 km), Oberländischer Kanal, som går in i Westpreussen, samt den Mauersjön med Königsberg förenande nya kanalen (50 km).
Befolkningstätheten, 56 personer per km2, var också den minsta i Preussen. Befolkningen var huvudsakligen tysk (81,4 procent), men det fanns också litauer (97 000) och slaver, mest polacker (4 procent). 84,3 procent var protestanter, 14,1 procent katoliker och 0,6 judar. På Kuriska näset och vid Memel bodde några hundra letter, som själva kallade sig kurer. 
Bland äldre benämningar på olika delar av provinsen var följande ännu i bruk i början på 1900-talet: Litauen (regeringsområdet Gumbinnen öster om Goldap), Masurien, Samland (halvön mellan Deime, Pregel, Östersjön och de båda "haffen", Kurisches haff och Frisches Haff) samt Ermeland.
För orter som tidigare ingick i provinsen, se orter i Ostpreussen.

## Näringsliv och kommunikationer

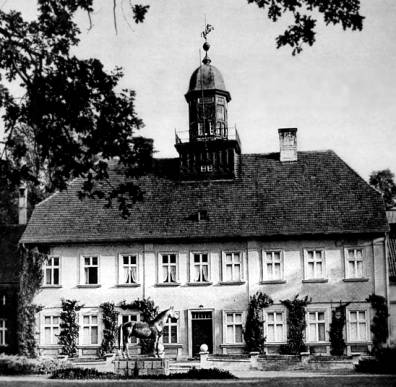
Det berömda stuteriet i Trakehnen.

Befolkningen sysselsatte sig företrädesvis med jordbruk och ladugårdsskötsel (53,3 procent), i mindre grad med industri (20,4 procent). Av Ostpreussens areal var omkring 54 procent odlad jord, 12 procent naturlig äng, 18 procent skog och 10 procent betesmarker. Mest odlades råg och havre samt potatis och baljväxter, i mindre utsträckning vete och korn. Skogen bestod till 80 procent av barrskog och lämnade värdefulla produkter för export.
Boskapsskötseln var högt utvecklad, i synnerhet hästaveln, i vilket hänseende Ostpreussen stod högst i landet. Ett stort stuteri fanns i Trakehnen, som gav namn på hästrasen Trakehnare, samt 4 mindre stuterier. 1907 räknade kreatursbesättningen 470 000 hästar, 1 180 000 nötkreatur, 472 000 får, 1,15 miljoner svin och 43 000 getter. '
De viktigaste industrigrenarna var brännvinsbränning (297 brännerier 1910-11), öltillverkning (110 bryggerier samma år), textilindustri och maskintillverkning, trävaruindustri, pappers- och tegeltillverkning, torvberedning samt fartygsbygge. En specialitet för kustbefolkningen var insamling av bärnsten. Rederier inom provinsen redogjorde 1912 för 33 större fartyg om 10 304 registerton. Hamnstäder var Königsberg, Pillau och Memel. Längden av normalspåriga järnvägar var 1909 2 690 km, av smalspåriga 725 km.

## Förvaltning
I administrativt hänseende var Ostpreussen indelat i 3 Regierungsbezirk: Königsberg med 15, Allenstein med 10 och Gumbinnen med 14 kretsar. Till preussiska lantdagens Abgeordnetenhaus sände provinsen 32, till tyska riksdagen 17 ombud. Ostpreussen hade Oberlandesgericht i Königsberg, 8 Landgerichte och 71 Amtsgerichte. Uppsikten över den evangeliska landskyrkan utövades av konsistorium i Königsberg; katolikerna löd under biskopen av Ermeland, en del hörde till stiftet Kulm. Provinsregeringens säte var Königsberg.

## Historia
Området beboddes inledningsvis av den baltiska stammen pruser (preussarna). På 1220-talet tog Tyska orden kontroll över området varpå pruserna kristnades och förtyskades eller utrotades, 1255 anlades staden Königsberg (nuvarande Kaliningrad). Efter trettonåriga kriget kriget mellan Tyska orden och Polen-Litauen 1454–1466 delades Tyska ordens stat vid freden i Thorn så att den västra delen av området, med Danzig (nuvarande Gdańsk), avträddes till Polen och blev Kungliga Preussen medan den östliga delen blev Ordenspreussen, som tvingades erkänna polsk överhöghet. Detta Ordenspreussen blev 1525 hertigdömet Preussen när dess hertig antog reformationen.
1618 ingick hertigdömet Preussen i dynastisk personalunion med Brandenburg. 1660 gjordes hertigdömet helt fritt från polsk överhöghet genom att utnyttja det svenska kriget mot Polen 1655–1660. Brandenburgs kurfurste Fredrik III antog 1701 titeln kung i Preussen. Namnet Preussen gällde nu ej längre blott Ostpreussen utan hela staten Brandenburg-Preussen. Vid Polens första delning 1772 införlivades Västpreussen (inklusive Hinterpommern och Danzig) med Preussen varpå namnet Ostpreussen kom att brukas för det historiska området Preussen.

### Ostpreussen i riket
Efter Polens delningar 1772–1795, vilka mer än fördubblade Preussens storlek, Napoleons slutgiltiga nederlag och Wienkongressen, tog Preussen, i vilket Ostpreussen ingick, täten bland de tyska staterna. Efter de tyska staternas seger i det fransk-tyska kriget 1870–1871, grundades Kejsardömet Tyskland. Det enade Tyskland utropades den 18 januari 1871 i spegelsalen på slottet i Versailles. Preussens kung, Vilhelm I, blev enligt den nya konstitutionen även kejsare av Tyskland. Den förste kejsaren, Vilhelm I, använde dock sig ogärna av kejsartiteln. Makten tillföll i huvudsak rikskanslern, 1871–1890 var det Otto von Bismarck – "järnkanslern".
Under 1888, trekejsaråret, avled Vilhelm I och bara tre månader senare hans son, Fredrik III. Ny kejsare blev då den unge Vilhelm II, barnbarn till den brittiska drottningen, Viktoria, och kusin med den blivande kung Georg V. Likväl hamnade de båda stormakterna på var sin sida då första världskriget bröt ut 1914.

### Första världskriget
Under första världskrigets inledning, i mitten av augusti 1914, ryckte mycket överrumplande för Tyskland, två ryska arméer in i Ostpreussen, en söderifrån och en österifrån, (1:a och 2:a ryska arméerna under generalerna Rennenkampf och Samsonov). Den lokale befälhavaren, Prittwitz, drabbades av panik och föreslog reträtt till bakom Weichsel. I Berlin ville man inte höra talas om detta. Men sände 8:e armén från västfronten (som på så vis försvagades till Frankrikes fördel) och utsåg general (senare fältmarskalk) Hindenburg till dess befälhavare. Hindenburg mötte i samband med detta för första gången överkvartermästare (senare general) Ludendorff. Tillsammans lyckades de med hjälp av det tyska järnvägsnätet först lura Samsonovs 2:a armé i en fälla, slaget vid Tannenberg, där hans armé i princip tillintetgjordes och Samsonov begick självmord. Därefter vände man sig mot Rennenkampfs 1:a armé, som efter att fått höra om Samsonovs öde beordrade reträtt. Ostpreussen hade därmed befriats.

### Versailles och mellankrigsperioden

Ostpreussen 1925, observera Fria staden Danzig

Versaillesfördraget och Wilsondoktrinen stipulerade att det efter nära 130 år utan land återuppståndna Polen skulle ha tillgång till en hamn. Därmed skars Ostpreussen geografiskt av från det övriga Tyskland genom den så kallade "polska korridoren". Därmed förlorade Tyskland nästan hela Västpreussen, inklusive dess huvudstad, Danzig. Fria staden Danzig, i tullunion med Polen, utökade avståndet mellan huvuddelen av Tyskland och Ostpreussen. Även den nordligaste delen av Ostpreussen, Memelområdet, kring staden Memel (nuvarande Klaipėda) förlorades till det likaledes återuppståndna Litauen.
Att Ostpreussen saknade geografisk kontakt med övriga riket var en av de punkter från Versaillesfördraget som irriterade Tyskland under hela mellankrigstiden. Detta faktum kom att stundom att användas av nazisterna, och blev ytterst påtagligt strax efter att Hitler var klar med annekteringen av Böhmen och Mähren i Tjeckoslovakien under våren 1939. Nu ansåg Hitler att det var dags att sätta Polen i fokus. Återupprättandet av den geografiska kontakten med Ostpreussen var ett av Tysklands mål med anfallet mot Polen.

### Andra världskriget

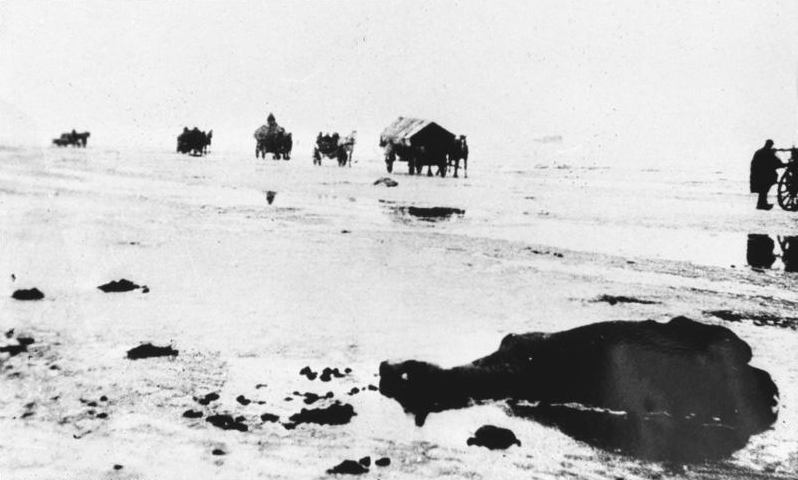
Flyktingar på Östersjöns is, 1945.

Genom återupprättandet av reichsgau Westpreussen och Wartheland sammanfördes åter Ostpreussen med övriga Tyskland 1939–1945. Under andra världskriget, efter Tysklands anfall mot Sovjetunionen den 22 juni 1941 (Operation Barbarossa) och därmed upphävandet av Molotov–Ribbentrop-pakten, förlade Hitler OKH:s högkvarter för östfronten, Wolfsschanze ("Varglyan"), till en skog fyra kilometer öster om den ostpreussiska staden Rastenburg.
I andra världskrigets slutskede, med början den 13 januari 1945, erövrade Röda armén Ostpreussen. Sovjetunionens mycket hastiga frammarsch vintern 1945 gjorde att stora delar av den tyska civilbefolkningen lämnade de östra delarna av landet för att fly västerut.
Efter andra världskrigets slut 1945 delades den preussiska provinsen Ostpreussen i en nordlig del som tillföll Sovjetunionen och en sydlig del som tills vidare ställdes under polsk förvaltning, vilket senare blev permanent.
Den tyska befolkningen, 97% av provinsens invånare, fördrevs och ersattes istället av ryssar i den norra delen och polacker i den södra. Det samma skedde i Hinterpommern, Schlesien och östligaste Brandenburg fast där endast av Polacker.

### Efter 1945
Östtyskland erkände Oder–Neisse-linjen 1950 och i samband med Willy Brandts östpolitik undertecknade Västtyskland i augusti 1970 ett fördrag i vilket man erkände samma gränslinje. Uppdelningen blev åter ratificerad genom att det återförenade Tyskland 1990 erkände Oder–Neisse-linjen som sin östgräns i samband med två plus fyra-fördraget.
Den södra delen är idag helt förpolskad och utgör en ordinär del av Polen. Den polska staten har ivrigt motsatt sig fördrivna tyskars krav på kompensation för förlorad egendom och återkrav av sådan, då Polen dels aldrig fått något krigsskadestånd från Tyskland (enbart återuppbyggandet av Warszawa kostade 45 miljarder dollar), och dels att man själv har en stor grupp fördrivna från polska territorier som annekterades av Sovjetunionen 1945 och aldrig erhållit någon ersättning för förlorad egendom. Efter 1990 har dock många tyskar med rötterna i Ostpreussen rest tillbaka som turister.
Den norra delen, med Ostpreussens huvudstad Königsberg, nuvarande Kaliningrad, är en del av Ryssland. Detta område är kraftigt nedgånget i jämförelse med omkringliggande områden. Det tjänar främst som rysk flottbas.
Den allra nordligaste delen av Ostpreussen, Memelområdet med staden Memel (nuvarande Klaipėda) tillhör Litauen. Omkring 4 000 tysktalande finns numera[när?] kvar i Klaipėdatrakten. Detta område gick dock Tyskland förlorat redan efter första världskriget. Tyskland återtog Memelområdet 22 mars 1939 men förlorade det igen 1945.